# Papillon (film fra 2017)
|  | For andre betydninger, se Papillon |
Papillon er en amerikansk film fra 2017, baseret på Henri Charrières autentiske bestseller af samme navn. Filmen har Charlie Hunnam og Rami Malek i hovedrollerne og er instrueret af Michael Noer.

## Medvirkende
- Charlie Hunnam som Henri 'Papillon' Charrière
- Rami Malek som Louis Dega
- Roland Møller som Celier
- Yorick van Wageningen som Inspektør Barrot
- Eve Hewson som Nenette
- Nick Kent som Brioulet
- Michael Socha som Julot
- Christopher Fairbank som Jean Castill
- Brian Vernel som Guittou
- Ian Beattie som Toussaint
- Joel Basman som Maturette